# Руанда (език)
Руанда е език от групата банту, говорен от около 7 260 000 души в Руанда, Уганда, Демократична република Конго и Танзания.